# Монументальная арка Пальмиры
Монументальная арка, также известная как Триумфальная арка (араб. قوس النصر‎قوس النصر) или Арка Септимия Севера, — разрушенная римская орнаментальная арка в Пальмире, в Сирии. Была воздвигнута в III веке, во время правления римского императора Септимия Севера. Её руины впоследствии стали одной из главных достопримечательностей Пальмиры, пока не были окончательно разрушены силами Исламского государства в октябре 2015 года. Большая часть её каменной кладки сохранилась и существуют планы по восстановлению арки с помощью анастилоза.

## История
Монументальная арка была построена во время римского императора Септимия Севера, правившего в 193—211 годах. Она связывала Большую колоннаду с Храмом Баала. Арка предназначалась для соединения южной и центральной частей колоннады, располагавшихся под углом 30° друг от друга.
По некоторым данным, сооружение было построено в качестве триумфальной арки в честь победы римлян над парфянами. Также её часто ошибочно именуют Аркой Адриана, хотя император Адриан скончался за более чем полвека до её строительства.
Руины арки, наряду с другими памятниками в Пальмире, были изображены на гравюрах британского путешественника Роберта Вуда, опубликованных в Лондоне в 1753 году под названием Развалины Пальмиры; или же Тадмор в пустыне.
Монументальная арка была восстановлена в 1930-х годах. Когда руины Пальмиры стали туристической достопримечательностью в XX и начале XXI веков, арка стала одним из её главных символов.

### Разрушение
Пальмира была захвачена силами Исламского государства в мае 2015 года, которые через некоторое время её заминировали. 4 октября того же года появились сообщения, что её свод был взорван с помощью динамита. 8 октября появились кадры разрушения, на которых половина строения все ещё стояла, но к моменту взятия Пальмиры сирийской армией в марте 2016 года от арки сохранилась лишь очень малая часть.
Администрация президента Сирии, а также генеральный директор ЮНЕСКО осудили разрушение Монументальной арки. Согласно заявлению Организации Объединённых Наций, её уничтожение показало, что Исламское государство находится «в ужасе от истории и культуры».
В марте 2016 года директор древностей Маамун Абдель-Карим заявил, что Монументальная арка, вместе с храмами Баала и Баалшамина, будут отстроены заново с использованием метода анастилоза. По утверждениям сирийского чиновника, реконструкция арки не должна быть сложной, поскольку многие её фрагменты сохранились.
6,1-метровая копия центральной части Монументальной арки была вырезана из египетского мрамора в Италии, с помощью 3D компьютерной модели. Точная копия была установлена на Трафальгарской площади, в Лондоне 19 апреля 2016 года. Она должна была там находиться в течение трёх дней, прежде чем отправиться в другие города, включая Нью-Йорк и Дубай. В итоге она должна была оказаться в Сирии.
В марте 2022 года специалисты Института истории материальной культуры РАН приступили к реставрации Триумфальной арки,

## Архитектура
Монументальная арка была необычной с архитектурной точки зрения, так как имела двойной фасад, призванный замаскировать 30° изгиб между восточной и центральной секциями Большой колоннады. Арка состояла из большого свода в центре, окружённого небольшими сводами по обе стороны.
Арка была украшена витиеватой резьбой по камню, в том числе барельефами с изображениями растений или геометрическими орнаментами. Они были схожи с украшениями других арок, построенных во время правления династии Северов повсюду в Римской империи, например, арки в Лептис-Магне в Ливии. Барельефы на арке были описаны ЮНЕСКО как «выдающийся пример Пальмирского искусства».